# Samomor
Samomòr (tudi suicíd, latinsko sui caedere - ubiti samega sebe) je dejanje, s katerim človek sam namerno povzroči svojo smrt, oziroma si vzame življenje.
Suicidologi menijo, da je tisto, kar navaja k pojavu samomora, v bistvu protislovna zmes težnje po smrti in nebogljenega klica na pomoč, tako imenovanega apela, naslovljenega na okolje prizadetega. Ta zakonitost se najočitnejše pokaže pri samomorilskem poskusu (imenovan tudi tentamen suicidii ali parasuicid), ko se samomorilno dejanje zaradi različnih okoliščin ali prevladovanja apela v motivaciji dejanja ne konča s smrtjo.

## Definicije
Samomor je »dejanje, s katerim kdo namerno povzroči svojo smrt«. Samomorilni poskus ali dejanje namernega samopoškodovanja je samomorilno vedenje brez usodnega izida smrti. Pomoč pri samomoru je dejanje, pri katerem oseba namerno, zavestno in neposredno zagotovi sredstva za smrt druge osebe. Samo dejanje pa opravi bolnik sam. To je v nasprotju z evtanazijo, kjer druga oseba prevzame bolj aktivno vlogo pri povzročitvi smrti osebe.
Samomorilne misli so misli o končanju življenja, vendar brez aktivnega prizadevanja za izvedbo samega dejanja. Lahko vključuje tudi natančno načrtovanje. Ključen dejavnik pri opredelitvi samomorilnosti je posameznikov namen umreti, dejansko vedenje in uspeh je drugotnega pomena.

## Študije samomorilnosti
Največ študij samomora je makrosociološke, v zadnjem času pa tudi mikrosociološke narave; zgledujejo se po temeljnem tovrstnem delu francoskega sociologa Emila Durkheima, ki je postavil znano tezo, da samomor obratno sorazmeren integraciji družbene skupine, katere del je posameznik. 
Po Durkheimu in zlasti v zadnji desetletjih so se čisti sociološki poskusi razlage samomorilnih mehanizmov začeli prepletati s psihološko in psihoanalitsko naravnanimi tezami, napredek psihofarmakologije pa je oživil biokemične razlage samomorilnih vzgibov; ta pojav od nekdaj spremljajo tudi posamezne evropske ter azijske filozofije in religije. Suicidologija je postala veda, v kateri je povezanih več disciplin in kultur.
Že od samega začetka se sociologija kot veda sooča z vprašanjem samomora. Francoski sociolog Durkheim je bil eden prvih, ki je znanstveno preučeval samomor. Svojo teorijo je predstavil v delu »Le suicide« (1897), ki je pomemben mejnik ne le za suicidologijo, pač pa tudi za sociologijo (Grenko, 2009).
V svoji teoriji Durkheim bolj kot notranje dejavnike v človekovi psihi poudarja zunanje, socialne dejavnike, ki so pripomogli k samomorilni nagnjenosti (Grenko, 2009; cit. po Valetič, 2009, str. 72). Durkheim skuša dokazati, da je tudi samomor, ki je skrajno individualno in nedružbeno dejanje, moč razložiti z družbenimi dejstvi (Grenko, 2009; cit. po Knez v Marušič in Roškar, 2003, str. 40). Edino družbene razmere, od katerih je odvisno število samomorov, lahko povzročijo spreminjanje tega števila; edino te razmere so namreč spremenljive. Število samomorov prav zato ostane stalno, dokler se družba ne spremeni (Grenko, 2009; povz. po Durkheim, 1992, str. 33).
Durkheim (1992) je samomor razdelil v 4 vrste: 
1. Egoistični samomor je po mnenju Durkheima najbolj razširjen, zanj pa je značilno depresivno stanje, ki je posledica pretirane individualizacije. Posameznik je ločen od družbene skupnosti, osamljen (ostareli, nezaposleni, tisti, ki se počutijo potisnjeni ob rob družbe…).
2. Altruistični samomor se pojavlja v tradicionalnih družbah, pa tudi pri nekaterih primitivnih ljudstvih. Tu gre za popolno identifikacijo posameznika z družbeno skupino, njegovi osebni interesi ne štejejo (harakiri, kamikaze...).
3. Anomični samomor – anomija je stanje, ko norme izgubijo svoj pomen, ko nimajo moči nad posameznikom (npr. ko so v družbi postavljeni previsoki cilji). Takšne situacije so prehodne, nastanejo pa v času ekonomskih kriz, političnih prevratov.
4. Fatalistični samomor je nasprotje anomičnemu samomoru in predstavlja beg posameznika iz normativno urejene situacije. Družba se mu kaže kot prisila, ki zavira njegova pričakovanja (sužnji, zaporniki...).

Pragmatična pomoč samomorilno ogroženim osebam poteka bolj ali manj brez upoštevanja razvoja suicidologije in se naslanja predvsem na spoznanja in izkušnje psihiatrične oz. kliničnopsihološke vede. To je tako imenovana prevencija samomorilnosti, ki se v Evropi povezuje zlasti z E. Ringlom, dunajskim nevropsihiatrom, ustanoviteljem Mednarodne zveze za prevencijo samomora.

## Pojavnost samomora
Statistični podatki o samomoru so precej zanesljivi. Letna statistika vsakoletno izhaja v blitenu Svetovne zdravstvene organizacije. Pogostost samomora je razmeroma stalna oziroma se počasi spreminja. Drugače je s pogostostjo samomorilskih poskusov, saj se tu ne more zanesljivo ugotoviti dejanskega stanja. Statistike se namreč nanašajo le na število oseb, ki so bile sprejete na zdravljenje po poskusu samomora. 
Mednarodna študija Evropskega regionalnega urada Svetovne zdravstvene organizacije iz 1994, ki raziskovalno zajema nekaj območij posameznih zahodnoevropskih držav, vprašanja pogostosti samomorilnih poskusov ni natančneje pojasnila. Dejstvo je, da je samomorilskih poskusov precej več kot samomorov, po podatkih omenjene publikacije okoli 10- do 15-krat več. Kvalitativne razlike med statističnima populacijama oseb, ki so končale s samomorom in tistih, ki so ostale pri samomorilnem poskusu, kažejo da je samomor pojav, ki zadeva zlasti moške in stare ljudi, samomorilski poskus pa je bistveno pogostejši pri mladih osebah ženskega spola. Povprečje samomorov v Sloveniji upada, ženske na splošno večkrat poskušajo storiti samomor, moškim večkrat uspe. Najpogostejši način samomora za ženske so uspavalne tablete, moški največkrat izbirajo obešanje. Povprečen samomorilec v Sloveniji je moški v starosti okoli 55 let in pogosto nezaposlen. Pozitivna stran je, da število samomorov v Sloveniji upada, skrb zbujajoče pa je, da je več samomorov med mlajšimi.

### Samomorilnost v Sloveniji
Slovenija je s samomori močno obremenjena. Po znanih podatkih za Kranjsko je bil 1863 koeficient samomora 3 (število smrti zaradi samomora na 100.000 prebivalcev v enem letu); 1890 je bil ta količnik 6,8. Ko se je v tridesetih letih 20. stoletja uveljavil red v jugoslovanski statistiki, je Slovenija izkazovala že količnik 19,4; poslej je ta številka rasla in se (razen 1990, ko je bila 27,7) od 1976 ni več spustila pod 30. Slovenija je bila 1993 med 47 državami, ki jih je zajela svetovna zdravstvena statistika, s količnikom samomora 30,9 na 6. mestu.
Od leta 1970 Psihiatrična klinika Ljubljana, v sodelovanju z več statističnimi službami, spremlja in objavlja podatke o pogostosti in demografski ter osnovni medicinski in sociološki sestavi populacije, ki v Sloveniji umira zaradi samomora. S posredovanjem Ministrstva za zdravje spodbuja zdravstvene ustanove, da prijavljajo kliniki primere samomorilskih poskusov. Tako kot povsod po svetu, so tudi v Sloveniji številčni podatki o teh sicer nezanesljivi, vendar pa njihova masa zadostuje za statistično ugotavljanje tako imenovanih uspelih in neuspelih samomorilnih dejanji.
V 25 letih je bilo v Sloveniji opravljenih več raziskav, ki naj bi prispevale k pojasnjevanju pogostosti in dinamike samomorilnosti v Sloveniji, kar je v bistvu tudi ena od oblik slovenske dediščine. Psihiatrična služba si prizadeva zmanjšati samomorilno tveganje med najbolj ogroženima skupinama prebivalstva, to so duševno bolni in alkoholiki.

### Kako lahko prepoznamo osebo, ki ima samomorilne težnje?
Večina ljudi, ki naredi samomor, pred tem opozori na svoj namen. Samomor prijatelja ali znanca lahko preprečimo, če prepoznamo, da je ogrožen, opozorilne znake pa vzamemo resno in temu primerno reagiramo.
Depresija in čustvene krize, ki pogosto vodijo do samomora, so prepoznavne in ozdravljive.
75 odstotkov vseh, ki naredijo samomor, pred samomorom opozori o svoji nameri prijatelja ali družinskega člana.
Vse samomorilne grožnje in poskuse samomora je treba jemati resno.

### Opozorilni dejavniki
Približno polovica ljudi, ki naredi samomor, si je pred tem že poskušala vzeti življenje.
Govorjenje o smrti ali samomoru 
Samomorilne osebe pogosto odkrito ali prikrito govorijo o tem z izjavami kot sta na primer »Mojim bi bilo bolje brez mene.« ali »Za vse sem kriv, najbolje, da izginem.« Včasih dajejo vtis, kot da bi se nekam odpravljali ali se poslavljali.
Urejanje zadev in nevsakdanja dejanja
Ljudje, ki razmišljajo o samomoru, pred tem pogosto poskušajo urediti svoje poslovne in denarne zadeve. Nekateri podarjajo svojo lastnino in dragocenosti ali pospravijo hišo, drugi poskušajo poplačati dolgove, tretji napišejo oporoko.

## Depresija
Depresiven človek je potrt, brez interesa in zadovoljstva ob vsakdanjih dejavnostih in ima vsaj 5 od naslednjih simptomov, ki trajajo več kot dva tedna:
- motnje spanja,
- motnje apetita in nenadna nihanja telesne teže,
- neobičajno počasno ali hitro govorjenje,
- zmanjšana želja po spolnosti,
- utrujenost in pomanjkanje energije,
- občutki manjvrednosti, samoobtoževanja ali krivde,
- težja koncentracija, počasno razmišljanje ali  izrazita neodločnost,
- težje izpolnjevanje vsakdanjih obveznosti,
- občutki neobvladovanja svojega življenja,
- govorjenje o smrti ali samomoru.

Tveganje je še večje če so prisotni še:
- občutki obupa in brezizhodnosti,
- huda tesnoba, nemir ali razdražljivost,
- huda nespečnost,
- uživanje alkohola ali drugih drog.

Z človekom za katerega sumimo da bo naredil samomor se mirno pogovorimo, ne kregamo, najdemo mu tudi strokovno pomoč.

## Razlogi za samomor
Depresija
To je najbolj običajen vzrok, da ljudje naredijo samomor. Težke oblike depresije vedno spremljajo občutki trpljenja, brezvoljnosti in prepričanje, da ni možnosti za rešitev. Ti ljudje povezujejo življenje z nenehnim trpljenjem in tega ne prenesejo več. Njihovo razmišljanje zaradi trpljenja in zaradi na splošno slabega zdravstvenega stanja ne deluje in niso sposobni opravljati stvari, ki so jih v preteklosti lahko brez težav naredili. Zato se vidijo kot nekoristne, se sramujejo samih sebe in se počutijo nekoristne. Depresija je v večini primerov ozdravljiva, zato moramo biti pozorni na njene znake. Pogosto posamezniki dolgo trpijo v tišini in začnejo načrtovati samomor, ne da bi kdo to vedel. Čeprav je lahko nekoliko neprijetno, je neposredno spraševanje o morebitnih samomorilskih mislih največkrat pot, da dobimo iskren odgovor.
Psihotične motnje
Pod to lahko uvrstimo vse zvrsti duševnih obolenj (npr. shizofrenija, bipolarna motnja), pri katerih se pojavljajo notranji glasovi s samouničevalnimi težnjami. Te bolezni pogosto prizadenejo uspešne posameznike, ki živijo intenzivno in stresno življenje in lahko obvladujejo bolezen tudi z zdravili, vendar v nekem trenutku presežejo določen prag obremenitve in od tu se jim stvari nenadoma poslabšajo. Tako se je s temi osebami treba pogovarjati o njihovih notranjih glasovih, ki jim ukazujejo, naj se ubijejo. Tudi te osebe pogosto iskreno odgovarjajo o svojih samomorilskih mislih in načrtih. Psihoze so ozdravljive, če se ne zdravijo, pa skoraj vedno zahtevajo zdravljenje v psihiatrični bolnici na zaprtem oddelku, dokler se škodljivi notranji glasovi ne odpravijo.
Impulzivno obnašanje
Uživanje alkohola, rekreacijskih drog, težkih drog lahko po določenem času požene ljudi v stanje, v katerem se na hitro odločijo, da bodo končali svoje življenje. Ko se takšna oseba strezni in umiri, se običajno sramuje svojega dejanja. Za takšne osebe se nikoli ne ve, ali se bodo ob vnovičnem jemanju takšnih snovi spet poskušale ubiti. Najpomembnejše je, da se v svojem življenju dosledno izogibajo uživanju vseh zgoraj naštetih snovi.
Klic na pomoč
Ljudje potrebujejo pomoč in ne vedo, kako bi jo drugače dobili. Običajno si ti ljudje ne želijo umreti, ampak želijo opozoriti druge okoli sebe, da je nekaj zares narobe. Tako pogosto poskusijo narediti samomor, vendar ne verjamejo, da bodo umrli. Izberejo metode, za katere ne verjamejo, da jih bodo pokončale (npr. uspavalne tablete, kemične snovi), kar pa se lahko izkaže za usodno napako, ki je na koncu smrtonosna. Za takšne možnosti se pogosto odločajo mlada dekleta, ki so razočarana v ljubezni, šolskem uspehu itd. Poslušanje bližnjih in drugih, kaj sporočajo s svojimi besedami in vedenjem (govorica telesa), lahko prepreči takšne napake.
Načelna odločitev
Nekateri posamezniki se za samomor odločijo na podlagi logične odločitve, takšno odločitev pogosto spremlja težka bolezen ali napoved hitrega poslabšanja brez upanja za ozdravitev. Ti ljudje niso depresivni, psihotični, ne kličejo na pomoč, poskušajo sami nadzirati svojo usodo in si olajšati trpljenje, kar lahko naredijo samo tako, da umrejo. Pogosto gledajo na svojo izbiro kot na nekaj, kar bi se neizogibno zgodilo, želijo umreti dostojanstveno brez dolgotrajnega in mučnega hiranja.
Eksperimentiranje in napake
V novejšem času številni mlajši in tudi odrasli eksperimentirajo z različnimi načini in kemičnimi snovmi, da bi dosegli povišana stanja zavesti, in pretiravajo, nepoznavanje in napake se pogosto usodno končajo. Pametna odločitev je, da se, če že nekaj počneš, se natančno seznaniš s tem in izobraziš na tem področju.

## Pogledi na samomor
Različne kulture so obravnavale samomor različno; kot sramoto, greh, smrtno kazen ali nekaj normalnega v neki situaciji ter kot častno smrt.

### Religije

#### Krščanstvo
V večini krščanskih ločin samomor velja za greh. V Bibliji sicer to ni omenjeno. Samomor kot greh sta uvedla Sveti Avguštin in Sveti Tomaž Akvinski. Ker je življenje dar boga in je samomor proti naravni ureditvi.
Katekizem Katoliške Cerkve (1992) piše o samomoru v točkah od 2280 do 2283. Samomor je tu še vedno obravnavan kot greh, vendar ne absolutni.

#### Judovstvo
Judovstvo ceni to življenje, zato je samomor razumljen kot zanikanje Božje vsemogočnosti na svetu. V ekstremnih okoliščinah pa so dovoljeni, če imajo izbiro med smrtjo in izdajo vere. (960 Sicari judov je v Masadi naredilo kolektivni samomor raje kot bi bili zavojevani in zasužnjeni s strani Rimljanov. Vsak moški je ubil svojo ženo in otroke, potem so se med sabo pobijali dokler ni še zadnji ubil samega sebe.)

#### Islam
Samomor ni dovoljen. Obravnavan je kot znak nevere. Samomor v obliki terorizma se v islamu uveljavlja kot zločin hujši od navadnega, tega pa uporabljajo le islamski ekstremisti.

#### Japonska
- Harakiri, častna smrt.

### Svetovanje in pomoč v stiski v Sloveniji
V Sloveniji so se razvile tudi telefonske svetovalne službe, ki skušajo prestreči samomorilna dejanja med čustveno prizadetimi osebami v prebivalstvu oziroma ublažiti depresivno reakcijo po izgubi svojca zaradi samomora.
Te so:
- Klic v duševni stiski (vsak dan, 19-7h) - (01) 520-99-00
- Sopotnik (24 ur na dan) - 080 22-23
- Zaupni telefon Samarijan (24 ur na dan, vse dni v letu) 116 123
- Za-te (vsak dan, 16–22) - (01) 234-97-83
- Tvoj telefon (po, to, če, pe, 10–18) - (05) 720-17-20
- SOS telefon za ženske in otroke (delovniki 12–22, sobote, nedelje in prazniki 18–22) - 080 11-55
- Galfon za geje in lezbijke (vsak dan, 19:00–22:00) - (01) 432-40-89
- Mladi mladim (vsak delavnik, 15-17h) - (01) 510-16-75
- Tom telefon (24 ur na dan) - 116 111

Poleg teh je pomoč na voljo tudi na nekaterih slovenskih spletnih straneh:
- To sem jaz - za mlade
- Živ? Živ! (http://zivziv.si) - za odrasle
- DAM: nebojse.si